# سانتوس تشافيز
سانتوس تشافيز (بالإسبانية: Santos Chávez)‏ هو مصمم جرافيك وكاتب ورسام تشيلي، ولد في 7 فبراير 1934 في  في تشيلي، وتوفي في 2 يناير 2001 في فينيا ديل مار في تشيلي.